# Jean-Pierre Melville
Jean-Pierre Melville, pseudonym for Jean-Pierre Grumbach, (født 20. oktober 1917, død 2. august 1973) var en fransk filminstruktør.
Melville er bl.a. kendt for gangsterfilmen Le Cercle Rouge (1970), som har inspireret instruktører som Quentin Tarantino, John Woo og Jim Jarmusch.

## Filmografi
- 24 heures de la vie d'un clown (1946)
- Le silence de la mer (1947)
- Les enfants terribles (1950)
- Quand tu liras cette lettre (1953)
- Bob le flambeur (1955)
- Deux hommes dans Manhattan (1959)
- Léon Morin, Prêtre (1961)
- Døden giver ikke kredit (Le Doulos, 1962)
- L'aine de Fercahux (1963)
- Storgangsterns sidste kup (Le Deuxième souffle, 1966)
- Le Samouraï (1967)
- En hær af skygger (L'Armée des ombres, 1969)
- Le Cercle rouge (1970)
- Un flic (1972)

## Ekstern henvisning
- Jean-Pierre Melville på Internet Movie Database (engelsk)
- Jean-Pierre Melville på Filmdatabasen
- Jean-Pierre Melville på Scope
- Jean-Pierre Melville på Svensk Filmdatabas (svensk)
- Jean-Pierre Melville på AlloCiné (fransk)
- Jean-Pierre Melville på AllMovie (engelsk)
- Jean-Pierre Melville på Turner Classic Movies (engelsk)
- Jean-Pierre Melville på The Movie Database (engelsk)
- Jean-Pierre Melville på Encyclopædia Britannica Online (engelsk)